# Verigar

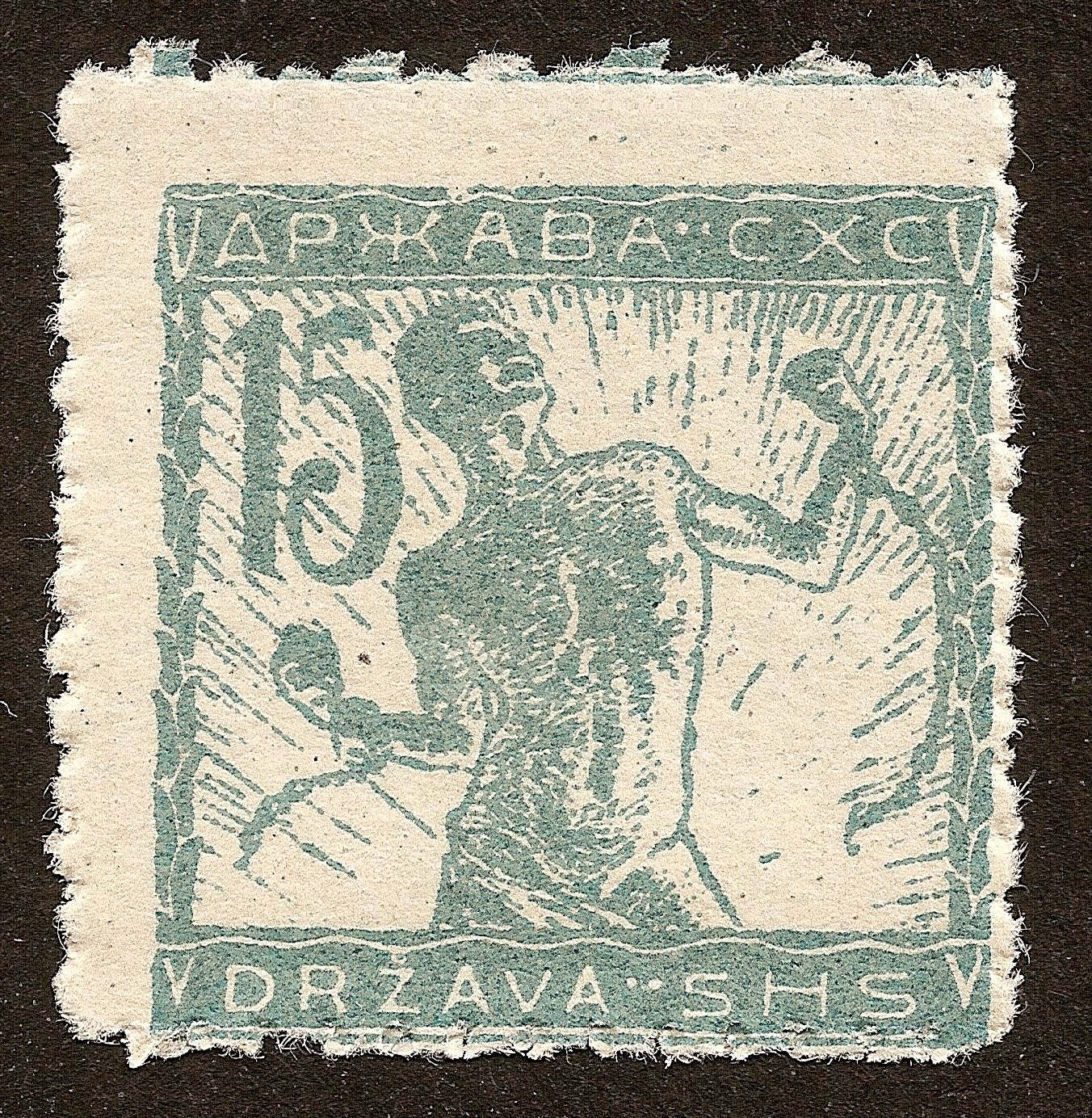
Verigar

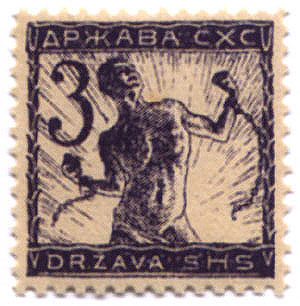
Verigar

Verigar is de eerste  serie postzegels die in Slovenië werd uitgegeven na het uiteenvallen van Oostenrijk-Hongaarse monarchie tegen het einde van de Eerste Wereldoorlog. De serie werd eind 1918 ontworpen in Ljubljana ten tijde van de Staat van Slovenen, Kroaten en Serven en uitgegeven op 3 januari 1919 na de oprichting van het Koninkrijk van Slovenen, Kroaten en Serven.
De postzegel toont de afgekorte naam van de staat in cyrillisch en Latijnse letters (DRŽAVA SHS). De postzegel, ontworpen door de kunstschilder Ivo Vavpotič, toont een man die de ketting verbreekt waarmee zijn polsen zijn geboeid; hij staat voor een opgaande zon. De afbeelding symboliseert de bevrijding van de Slavische volken uit het staatsverband met Oostenrijk-Hongarije.
De naam van de postzegels is ontleend aan het Sloveense woord verigar, dat ketting betekent.
Ter herdenking van de 75e verjaardag van de serie heeft Slovenië in 1993 een nieuwe serie postzegels met de Verigar-man uitgegeven.
In Slovenië worden deze postzegels beschouwd als de eerste emissie van Slovenië.